# Senillé
Senillé est une ancienne commune du Centre-Ouest de la France, située dans le département de la Vienne en région Nouvelle-Aquitaine, devenue le 1er janvier 2016 une commune déléguée au sein de la commune nouvelle de Senillé-Saint-Sauveur.

## Géographie

### Localisation
Senillé est un bourg du Pays châtelleraudais. On le trouve en descendant la route qui longe le bois de Targé. Cette route mène à Ecotion et La Pissotière.

### Géologie et relief
La région de Senillé présente un paysage de plaines vallonnées plus ou moins boisées et de vallées. Le terroir se compose :
- de terres fortes pour 23 % et de bornais(ce sont des sols brun clair sur limons, profonds et humides, à tendance siliceuse)  pour 17 % sur les plateaux du Seuil du Poitou,
- d'argilo pour 16 % sur les collines et les dépressions sableuses des bordures du Bassin parisien,
- de calcaires pour 9 % dans les vallées et les terrasses alluviales,
- de champagnes ou aubues (ce sont des sols gris clair, argilo-limoneux, sur craie et donc calcaires) pour 35 % sur les autres collines.

### Hydrographie
La commune est traversée par 6 km de cours d'eau dont le principal est l'Ozon sur une longueur de 3 km.

### Climat
Le  climat est océanique avec des étés tempérés.

## Toponymie
Le  nom du bourg proviendrait de l’anthroponyme romain Senilius avec le suffixe latin de propriété « -acum » devenu « -ec » puis « -é »  et signifiant « domaine de Senilius« 

## Politique et administration

### Liste des maires
| Période                                  | Période       | Identité              | Étiquette | Qualité |
| ---------------------------------------- | ------------- | --------------------- | --------- | ------- |
| Les données manquantes sont à compléter. |               |                       |           |         |
| mars 2001                                | mars 2008     | Jean-Michel Blanchard |           |         |
| mars 2008                                | mars 2014     | Jean Charrier         |           |         |
| mars 2014                                | décembre 2015 | Dominique Martin      |           |         |

### Instances judiciaires et administratives
La commune relève du tribunal d'instance de Poitiers, du tribunal de grande instance de Poitiers, de la cour d'appel  de Poitiers, du tribunal pour enfants de Poitiers, du conseil de prud'hommes de Poitiers, du tribunal de commerce de Poitiers, du tribunal administratif de Poitiers et de la cour administrative d'appel  de  Bordeaux,  du tribunal des pensions de Poitiers, du tribunal des affaires de la Sécurité sociale de la Vienne, de la cour d’assises de la Vienne.

## Démographie
L'évolution du nombre d'habitants est connue à travers les recensements de la population effectués dans la commune depuis 1793. À partir du 1er janvier 2009, les populations légales des communes sont publiées annuellement dans le cadre d'un recensement qui repose désormais sur une collecte d'information annuelle, concernant successivement tous les territoires communaux au cours d'une période de cinq ans. 
Pour les communes de moins de 10 000 habitants, une enquête de recensement portant sur toute la population est réalisée tous les cinq ans, les populations légales des années intermédiaires étant quant à elles estimées par interpolation ou extrapolation. Pour la commune, le premier recensement exhaustif entrant dans le cadre du nouveau dispositif a été réalisé en 2006,.
En 2013, la commune comptait 748 habitants, en évolution de +15,61 % par rapport à 2008 (Vienne : +1,68 %, France hors Mayotte : +2,49 %).
| 1793 | 1800 | 1806 | 1821 | 1831 | 1836 | 1841 | 1846 | 1851 |
| ---- | ---- | ---- | ---- | ---- | ---- | ---- | ---- | ---- |
| 668  | 508  | 695  | 644  | 631  | 671  | 700  | 682  | 683  |

| 1856 | 1861 | 1866 | 1872 | 1876 | 1881 | 1886 | 1891 | 1896 |
| ---- | ---- | ---- | ---- | ---- | ---- | ---- | ---- | ---- |
| 635  | 665  | 654  | 564  | 531  | 567  | 557  | 585  | 600  |

| 1901 | 1906 | 1911 | 1921 | 1926 | 1931 | 1936 | 1946 | 1954 |
| ---- | ---- | ---- | ---- | ---- | ---- | ---- | ---- | ---- |
| 587  | 581  | 538  | 488  | 547  | 521  | 523  | 521  | 535  |

| 1962 | 1968 | 1975 | 1982 | 1990 | 1999 | 2006 | 2011 | 2013 |
| ---- | ---- | ---- | ---- | ---- | ---- | ---- | ---- | ---- |
| 504  | 453  | 411  | 500  | 584  | 609  | 638  | 727  | 748  |

En 2008, selon l’Insee, la densité de population de la commune était de 36 hab./km2, contre 61 hab./km2 pour le département, 68 hab./km2 pour la région Poitou-Charentes et 115 hab./km2 pour la France.

## Économie

### Agriculture
Selon la direction régionale de l'Alimentation, de l'Agriculture et de la Forêt de Poitou-Charentes, il n'y a plus que 12 exploitations agricoles en 2010 contre 21 en 2000.
Les surfaces agricoles utilisées ont diminué et sont passées de 1 410 hectares en 2000 à 1 060 hectares en 2010. 48 % sont destinées à la culture des céréales (blé tendre essentiellement mais aussi orge et maïs), 23 % pour les oléagineux (colza et tournesol), 14 % pour le fourrage et 5 % restent en herbe. En 2000, 2 hectares (1 en 2010) étaient consacrés à la vigne.
Quatre exploitations en 2010 (contre six en 2000) abritent un élevage d'ovins (1 703 têtes en 2010 contre 1 643 têtes en 2000). Le troupeau d’ovins est exclusivement destiné à la production de viande. En 2011, le nombre de têtes dans le département de la Vienne était de 214 300.
Les élevages de bovins et de volailles ont disparu au cours de cette décennie.

### Services
La maison d’éditions Jibena (GH-Publications), spécialisée dans les mots croisés et autres jeux d'esprit, est la plus notable entreprise de la commune.

## Culture locale et patrimoine

### Lieux et monuments

#### Les carrières de tuffeau
Le sous-sol en calcaire a longtemps constitué une importante source de revenus pour la population villageoise de Senillé. Le tuffeau a été utilisé comme pierre de construction. Il a fait l’objet d’une exploitation intensive. Si l’exploitation à l’époque romaine se faisait principalement à ciel ouvert, à  partir du Moyen-Âge, les carriers ou « pierreyeux » ont préféré creusé à flanc de coteaux pour s’enfoncer dans la veine. Le tuffeau gardait ainsi une humidité qui en facilitait la taille. En effet, le tuffeau, à l’air libre, en s’asséchant, se durcit. De nos jours, le territoire communal de Senillé est truffé de caves et d’anciennes galeries. Ces galeries peuvent s’étendre sur plusieurs kilomètres. Elles seront par la suite, utilisées comme caves isothermes, refuges souterrains. Plus tardivement, comme pour la carrière située rue du Dolmen, transformée de nos jours, en un espace de vente, elles pouvaient être transformées en champignonnières.
Le travail des carriers était particulièrement difficile. Il demandait une grande force physique. A l’aide d’un pic à long manche, le carrier creusait dans le front de taille une saignée d’environ 60 cm pour isoler le bloc à extraire. Il insérait ensuite dans ce sillon des coins en bois dur et sec avec un maillet. Ce coin était mouillé afin de gonfler et, ainsi, par pression, provoquer une rupture à l’arrière du bloc. Le bloc était, ensuite, débité en pierres de construction qui étaient chargées sur une charrette pour être stockées à l’air libre et séchées.
Les carriers à temps plein étaient rares. C’étaient essentiellement des paysans  qui travaillaient à la carrière l’hiver pour s’assurer un complément de revenu. Au lendemain de la Première Guerre mondiale, cette activité a disparu à la suite de l’importance de la mortalité masculine pendant la guerre, d’une désertification des campagnes et du fait, aussi, de la concurrence du ciment qui résiste au gel contrairement au tuffeau.
L’association Les Amis du Vieux Senillé organise des visites des souterrains du village.

#### Le patrimoine religieux
- L'église date du XIIe siècle, puis restaurée au XIXe siècle. Elle possède sous un enfeu du XVe siècle le gisant de Pierre d'Aux, seigneur des Bornais, dont le château n'existe plus de nos jours. L'église a subi plusieurs modifications: à l'origine, celle-ci se nommait Saint Aubin, puis fut renommée par la suite Saint André. Sur la façade nord de l'édifice, il reste une trace de l'ancienne porte principale, où l'on aperçoit les contreforts. Elle contient un harmonium et plusieurs chapelles dont une dédiée à Sainte Radegonde, située sur le bas-côté droit. Sur le bas côté gauche, une tourelle permet de monter voir le clocher.

#### Le patrimoine naturel
La commune abrite une zone naturelle d'intérêt écologique, faunistique et floristique(ZNIEFF) : les carrières des Pieds Grimauds qui sont aussi protégés par la directive habitats-faune-flores.

### Personnalités liées à la commune
- Jean Baudy, sieur des Coudres (1665ca-1711), greffier des rolles (Cenillé), procureur (Poitiers), décédé à Senillé (Armorial général de France) gallica.bnf
- Paul Aubin, imprimeur (Imprimerie Aubin, Ligugé) Historique.
- Guy Hachette, cruciverbiste et créateur des magazines de jeux de lettres et de mots croisés sous la marque Mots croisés de Guy Hachette, édités par les éditions Jibena, qui ont leur siège à Senillé et en ont fait la « Capitale européenne des mots-croisés ».
- Guy-Michel Cogné, créateur des magazines Chasseur d'Images et Photofan.